# وانغ هاو
وانغ هاو (بالصينية: 王浩) هو لاعب تنس الطاولة صيني، ولد في 28 نوفمبر 1966.